# Hôtel de Guidais
 (juin 2019).
Si vous disposez d'ouvrages ou d'articles de référence ou si vous connaissez des sites web de qualité traitant du thème abordé ici, merci de compléter l'article en donnant les références utiles à sa vérifiabilité et en les liant à la section « Notes et références ».
L'hôtel de Guidais est un hôtel particulier bâti dans la deuxième moitié du XVIIIe siècle à Montpellier dans l'Hérault, et classé au titre des monuments historiques depuis 1977.

## Histoire
Isaac Guidais, architecte, commença la construction de cette folie montpelliéraine en 1754 sur un terrain acheté aux frères prêcheurs, hors les murs de la ville. À peine achevé, il fut menacé de démolition pour la construction des allées basses du Peyrou, tout proche, mais l'Evêque de Nîmes, alors Trésorier des États du Languedoc, s'y opposa.
Ferdinand de Hompesch, grand maître de l'ordre de Malte, s'y installa en comptant sur la renommée de la Faculté de Médecine de Montpellier pour trouver un traitement à la maladie dont il mourut en 1805.
L'hôtel de Guidais servit de Quartier général de la Division Militaire depuis la Restauration jusqu'au début du Second Empire.
L'immeuble et le parc furent restaurés à l'état d'origine de 1977 à 1980, par le propriétaire Jean Molinier (1927-2010), sous la supervision de l'architecte des monuments de France. Il s'agit alors d'un des plus gros chantiers de restauration privée d'un monument historique dans la ville de Montpellier[réf. nécessaire].

## Architecture
La demeure, élevée d'un étage sur rez-de-chaussée, dispose de deux façades principales : l'une orientée sur la cour d'honneur hexagonale et faisant face à la grille du portail, l'autre vers le jardin. La plupart des ouvertures (portes et fenêtres) extérieures, en anse de panier, en arc tendu ou en plein cintre sont surmontées de mascarons.
Le plan du bâtiment principal se distingue en trois sections de largeur identique, permettant à toutes les pièces de recevoir le soleil selon l'heure de la journée. Au rez-de-chaussée, la première travée se compose du hall d'entrée avec son escalier sans pilier central et sa rampe en fer forgé, ainsi que du petit salon octogonal; la seconde accueille le Grand Salon avec ses gypseries représentant les quatre éléments, quatre arts (musique, peinture, architecture et géographie/astronomie) ainsi que quatre fables de la fontaine, mais aussi la salle à manger dont la cheminée avec un trumeau en miroir au mercure incrusté.

## Jardins
La terrasse est délimitée par un buffet d'eau où le visage et les attributs de Neptune sont sculptés dans la pierre. Cette fontaine alimente en eau un petit bassin orné de deux dauphins, qui se déverse plus loin dans le grand bassin rond.
Derrière ce bassin se présente un espace plus romantique, avec des bancs en pierre au centre desquels se dresse une colonne.
De micocouliers centenaires et de grands arbres méditerranéens jalonnent le parc, et quelques espèces rares y évoluent : un buis de Corse (ou des Baléares) aux larges feuilles et des filaires, également surnommés arbres des amoureux.